# Petits Belges

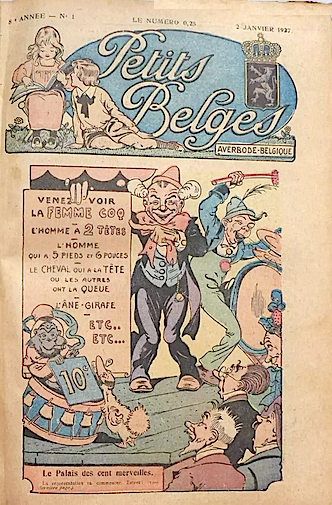
Une du magazine au 2 janvier 1927.

Petits Belges est un magazine hebdomadaire destiné à la jeunesse belge créé par les éditions Averbode à l'abbaye des Prémontrés d'Averbode en 1920, qui deviendra séparément Bonjour en 1957 et Tremplin en 1960. L'origine vient de son pendant en néerlandais, le magazine Zonneland (en).
Le magazine se développe progressivement au cours de ses premières années de parution avec l'introduction progressive de la photographie, la couleur, l'humour, le courrier des lecteurs et ainsi de suite. La bande dessinée y apparaît à partir de 1929. 
Pendant la Seconde Guerre mondiale, la revue est censurée, puis interdite en 1942. L'Abbaye continuait à la distribuer sous le manteau à travers la Flandre.
L'écrivain Jean Ray en était l'un des collaborateurs.
Les premières planches de la série L'élève Ducobu sont publiées en 1992 dans Tremplin, édité par les Éditions Averbode.